# Torfkähne Bremen
Koordinaten: 53° 5′ 26″ N, 8° 48′ 49″ O
Torfkähne Bremen ist ein „lebendiges“ Freilichtmuseum im Bremer Stadtteil Findorff. Mit Nachbauten historischer Torfkähne aus dem Gebiet des Teufelsmoores werden Fahrten angeboten. In selbst gefertigten originalgetreuen Kostümen präsentieren die Darsteller während der Bootsfahrten Geschichte und Geschichten zum Hintergrund des Torfabbaus im Bremer Umland.
Als Projekt des arbeitsmarktpolitischen Dienstleisters bras e.V. – arbeiten für bremen sind die Torfkähne Bremen seit Sommer 2007 in Betrieb.

## Hintergrund
Neben dem Aspekt des lebendigen Vermittelns heimatkundlicher Geschichtsinhalte liegt das Hauptaugenmerk dieses Museumsprojektes darauf, den Darstellern Kenntnisse und Kompetenzen in vielfältigen Bereichen zu vermitteln. Die Darsteller waren allesamt langzeitarbeitslos, also länger als ein Jahr ohne Beschäftigung. Das Projekt Torfkähne Bremen versucht, dieser Entwicklung entgegenzuwirken, indem es den Darstellern neues Selbstbewusstsein schenkt; sei es durch das Spiel am Liegeplatz im Torfhafen und während der Bootsfahrten, bei kleineren Handwerks- und Instandsetzungsarbeiten, in der Verwaltung oder in der Öffentlichkeitsarbeit. Den Langzeitarbeitslosen werden dabei in Einzel- und Gruppenschulungen die Kenntnisse über die Ausstellungsinhalte und den dazugehörigen geschichtlichen Kontext vermittelt. In enger Zusammenarbeit mit einem Fahrtenorganisator und erfahrenen Skippern erlernen die Maßnahmeteilnehmer Torfkahnfahrten zu organisieren und durchzuführen. Ergänzend werden ihre darstellerischen Fähigkeiten entwickelt und geschult. Angeleitet wird dieser Unterricht von geschulten Kräften aus dem Touristik- und Schauspielbereich.
Finanziert wird das Beschäftigungsprojekt überwiegend aus öffentlichen Mitteln des Landes Bremen, des Bundes und des Europäischen Sozialfonds.

## Torfkahnfahrten
Vom Torfhafen in Bremen-Findorff (Ortsteil Findorff-Bürgerweide) aus starten die Torfkähne zu ihren historischen Fahrten über die Gräben und Kanäle zwischen Bremer Blockland und Teufelsmoor. Bereits an Land wird der Fahrgast von historisch kostümierten Darstellern, die ihn als Jürgen Christian Findorff oder als Moorbauer aus der Zeit der Moorkolonisierung begegnen, empfangen. Während der Ausflugsfahrten berichten die Darsteller über den harten Kampf der Menschen gegen das Wasser der moorigen Feuchtbodengebiete für die Gewinnung von Land für Siedlungen und Landwirtschaft ab Mitte des 18. Jahrhunderts.